# 嚴啟倬
嚴啟倬（Yim Kai Cheuk） ，生於香港，香港足球運動員，司職後衛，現時效力香港超級聯賽球會九龍城。

## 球會生涯
2022年8月13日，傑志與嚴啟倬簽下首份職業合約，並外借到香港U23。

## 代表隊生涯
2025年1月，嚴啟倬入選中國香港足球代表隊決選名單，岀戰第四十三屆省港盃。